# Lophocampa subannula
Lophocampa subannula là một loài bướm đêm thuộc phân họ Arctiinae, họ Erebidae.